# Stephan Fürstner
Stephan Fürstner (Monaco di Baviera, 11 settembre 1987) è un ex calciatore tedesco, di ruolo centrocampista.

## Carriera
Fürstner dopo 20 partite disputate con il Bayern Monaco II in Regionalliga Süd, è stato promosso in prima squadra nella stagione 2006/2007. Ha disputato la prima partita con il Bayern Monaco in amichevole contro i New York Red Bulls al Giants Stadium e ha debuttato in partite ufficiali in 5 maggio 2007 contro il Borussia Mönchengladbach, subentrando all'87' a Ali Karimi. Nel 2009 si trasferisce al Greuther Fürth.
Fürstner ha giocato 5 partite con la Nazionale tedesca Under-19 e 1 con la selezione Under-21.

## Palmarès

### Club
- Campionato tedesco: 1

Bayern Monaco: 2007-2008
- Coppa di Germania: 1

Bayern Monaco: 2007-2008
- Coppa di Lega tedesca: 1

Bayern Monaco: 2007